# Конвой № 1201
Конвой № 1201 — невеликий японський конвой часів Другої світової війни, проведення якого відбувалось у серпні 1943 року.
Місцем призначення конвою був Рабаул — головна база в архіпелазі Бісмарка, з якої японці провадили операції на Соломонових островах та сході Нової Гвінеї. Вихідним пунктом при цьому став атол Трук (нині Чуук) у східній частині Каролінських островів, де ще до війни була створена потужна база ВМФ, з якої до лютого 1944 року провадились операції в низці архіпелагів.
До складу конвою № 1201 увійшов лише один транспорт «Асахісан-Мару», який охороняв мисливець за підводними човнами CH-32.
20 серпня 1943 року кораблі вийшли з Труку та попрямували на південь. 21 серпня була зафіксована безрезультатна атака підводного човна.
24 серпня конвой № 1201 прибув до Кавіенгу (другої за значенням японської бази в архіпелазі Бісмарка, розташованої на північному завершенні острова Нова Ірландія), звідки «Асахісан-Мару» попрямував далі самостійно і 24 серпня досягнув Рабаула.